# Stefan Medina
John Stefan Medina Ramírez (Envigado, 14 juni 1992) is een Colombiaans voetballer die meestal als rechtsback speelt. Hij verruilde Atlético Nacional in juli 2014 voor Monterrey. Medina debuteerde in 2013 in het Colombiaans voetbalelftal. Medina won in totaal driemaal de CONCACAF Champions League, de belangrijkste Noord-Amerikaanse clubcompetitie.

## Clubcarrière
Medina komt uit de jeugdopleiding van Atlético Nacional, waarmee hij in 2011 zijn debuut maakte op het hoogste niveau. Een jaar later werd hij definitief bij het eerste elftal gehaald. In 2014 vertrok hij naar Mexico, waar hij tekende bij Monterrey. Na het seizoen 2014/15, waarin hij 35 wedstrijden speelde voor Monterrey, werd hij halverwege het volgende seizoen verhuurd aan Pachuca. Medina kan zowel als rechtsback als centrale verdediger spelen.

## Clubstatistieken
| Seizoen     | Club              | Competitie          | Competitie | Competitie | Competitie | Beker | Beker | Beker | Internationaal | Internationaal | Internationaal | Totaal | Totaal | Totaal |
| Seizoen     | Club              | Competitie          | Wed.       | Dlp.       | Ass.       | Wed.  | Dlp.  | Ass.  | Wed.           | Dlp.           | Ass.           | Wed.   | Dlp.   | Ass.   |
| ----------- | ----------------- | ------------------- | ---------- | ---------- | ---------- | ----- | ----- | ----- | -------------- | -------------- | -------------- | ------ | ------ | ------ |
| 2010        | Atlético Nacional | Categoría Primera A | 1          | 0          | 0          | 0     | 0     | 0     | —              | —              | —              | 1      | 0      | 0      |
| 2011        | Atlético Nacional | Categoría Primera A | 28         | 0          | 0          | 0     | 0     | 0     | —              | —              | —              | 28     | 0      | 0      |
| 2012        | Atlético Nacional | Categoría Primera A | 8          | 1          | 0          | 0     | 0     | 0     | 0              | 0              | 0              | 8      | 1      | 0      |
| 2013        | Atlético Nacional | Categoría Primera A | 17         | 1          | 0          | 0     | 0     | 0     | 8              | 0              | 0              | 25     | 1      | 0      |
| 2014        | Atlético Nacional | Categoría Primera A | 5          | 0          | 0          | 0     | 0     | 0     | 6              | 0              | 1              | 11     | 0      | 1      |
| Club Totaal | Club Totaal       | Club Totaal         | 59         | 2          | 0          | 0     | 0     | 0     | 14             | 0              | 1              | 73     | 2      | 1      |
| 2014/15     | CF Monterrey      | Liga MX             | 35         | 0          | 0          | 10    | 0     | 0     | —              | —              | —              | 45     | 0      | 0      |
| 2015/16     | CF Monterrey      | Liga MX             | 11         | 0          | 0          | 4     | 0     | 0     | —              | —              | —              | 15     | 0      | 0      |
| Club Totaal | Club Totaal       | Club Totaal         | 46         | 0          | 0          | 14    | 0     | 0     | 0              | 0              | 0              | 60     | 0      | 0      |
| 2015/16     | → Pachuca         | Liga MX             | 22         | 1          | 2          | 1     | 0     | 0     | —              | —              | —              | 23     | 1      | 2      |
| 2016/17     | → Pachuca         | Liga MX             | 27         | 3          | 1          | 1     | 0     | 0     | 5              | 0              | 0              | 33     | 3      | 1      |
| Club Totaal | Club Totaal       | Club Totaal         | 49         | 4          | 3          | 2     | 0     | 0     | 5              | 0              | 0              | 56     | 4      | 3      |
| 2017/18     | CF Monterrey      | Liga MX             | 38         | 0          | 1          | 7     | 1     | 0     | —              | —              | —              | 45     | 1      | 1      |
| 2018/19     | CF Monterrey      | Liga MX             | 32         | 2          | 1          | 4     | 0     | 0     | 4              | 0              | 0              | 40     | 2      | 1      |
| 2019/20     | CF Monterrey      | Liga MX             | 32         | 1          | 2          | 4     | 0     | 0     | 3              | 0              | 0              | 39     | 1      | 2      |
| 2020/21     | CF Monterrey      | Liga MX             | 24         | 1          | 0          | 0     | 0     | 0     | 5              | 0              | 0              | 29     | 1      | 0      |
| 2021/22     | CF Monterrey      | Liga MX             | 24         | 1          | 2          | 0     | 0     | 0     | 1              | 0              | 0              | 25     | 1      | 2      |
| Club Totaal | Club Totaal       | Club Totaal         | 196        | 5          | 6          | 29    | 1     | 0     | 13             | 0              | 0              | 238    | 6      | 6      |
| TOTAAL      | TOTAAL            | TOTAAL              | 304        | 11         | 9          | 31    | 1     | 0     | 32             | 0              | 1              | 367    | 12     | 10     |

## Interlandcarrière
Medina speelde in diverse Colombiaanse nationale jeugdelftallen. In 2009 nam hij met Colombia –17 deel aan het wereldkampioenschap voetbal onder 17 in Nigeria, waar het elftal als vierde eindigde. Op 10 september 2013 debuteerde hij voor Colombia tegen Uruguay. Hij speelde de volledige wedstrijd, die Colombia met 2–0 verloor in Uruguay. Op 11 oktober 2013 kwalificeerde Medina zich met Colombia in zijn tweede interland tegen Chili (3–3 gelijkspel) voor het wereldkampioenschap voetbal 2014 in Brazilië.
| Interlands van Stefan Medina voor Colombia | Interlands van Stefan Medina voor Colombia | Interlands van Stefan Medina voor Colombia | Interlands van Stefan Medina voor Colombia | Interlands van Stefan Medina voor Colombia | Interlands van Stefan Medina voor Colombia | Interlands van Stefan Medina voor Colombia |
| Nr.                                        | Datum                                      | Wedstrijd                                  | Uitslag                                    | Competitie                                 | Goals                                      | Assists                                    |
| Als speler bij Atlético Nacional           | Als speler bij Atlético Nacional           | Als speler bij Atlético Nacional           | Als speler bij Atlético Nacional           | Als speler bij Atlético Nacional           | Als speler bij Atlético Nacional           | Als speler bij Atlético Nacional           |
| ------------------------------------------ | ------------------------------------------ | ------------------------------------------ | ------------------------------------------ | ------------------------------------------ | ------------------------------------------ | ------------------------------------------ |
| 1                                          | 11 september 2013                          | Uruguay – Colombia                         | 2 – 0                                      | Kwalificatie WK 2014                       | 0                                          | 0                                          |
| 2                                          | 11 oktober 2013                            | Colombia – Chili                           | 3 – 3                                      | Kwalificatie WK 2014                       | 0                                          | 0                                          |
| Als speler bij CF Monterrey                |                                            |                                            |                                            |                                            |                                            |                                            |
| 3.                                         | 26 maart 2015                              | Bahrein – Colombia                         | 0 – 6                                      | Vriendschappelijk                          | 0                                          | 0                                          |
| 4.                                         | 24 maart 2016                              | Bolivia – Colombia                         | 2 – 3                                      | Kwalificatie WK 2018                       | 0                                          | 0                                          |

## Erelijst
Atlético Nacional
- Categoría Primera A: 2011-I, 2013-I, 2013-II, 2014-I
- Copa Colombia: 2012, 2013
- Superliga Colombiana: 2012

 Pachuca
- Liga MX: Clausura 2016
- CONCACAF Champions League: 2016/17

 Monterrey
- Liga MX: Apertura 2019
- Copa MX: Apertura 2017, 2019/20
- CONCACAF Champions League: 2019, 2021

Individueel
- Liga MX Best XI: Apertura 2019

1 Andrada ·
3 Montes ·
5 Kranevitter ·
6 Gutiérrez ·
7 Funes Mori ·
8 Campbell ·
9 Janssen ·
10 Vergara ·
11 Meza ·
14 Aguirre ·
15 Moreno ·
16 Ortíz ·
17 Gallardo ·
18 Grijalva ·
19 Alvarado ·
20 Vegas ·
21 González ·
22 Cárdenas ·
23 Sánchez ·
24 Ramos ·
27 Parra ·
29 Rodríguez ·
33 Medina  ·
Coach: Aguirre